# Margaret Lindsay
Margaret Lindsay (Dubuque, 19 september 1910 — Los Angeles, 9 mei 1981) was een Amerikaans actrice.
Ze werd geboren als Margaret Kies als eerste van uiteindelijk vijf kinderen. Na haar schooldiploma overtuigde ze haar ouders ervan te mogen studeren aan de American Academy of Dramatic Arts. Hierna verhuisde ze naar Engeland om te debuteren in het theater.
In deze periode werd Lindsay regelmatig voor Engelse aangezien, vanwege haar aangepaste accent. De filmstudio Universal Studios nam contact met haar op voor een rol in The Old Dark House (1932). Lindsay keerde hiervoor terug naar Amerika. Eenmaal in Hollywood ontdekte ze dat actrice Gloria Stuart al was gecast voor de rol.
Lindsay ging niet terug naar Engeland en speelde verschillende figurantenrollen in films. In 1933 debuteerde ze met een bijrol als Engelse bruid in Cavalcade. Om deze rol te bemachtigen, loog de actrice oorspronkelijk uit Engeland te komen. Lindsay werd opgemerkt en kreeg een contract bij de filmstudio Warner Bros. Pictures.
Hier speelde ze in een aantal films en was ze te zien tegenover onder meer Paul Muni, Errol Flynn, Henry Fonda, Leslie Howard, Warren William, George Arliss, Humphrey Bogart, Boris Karloff en Douglas Fairbanks Jr.. Ze speelde in de periode 1933-1935 vier keer het liefje van James Cagney.
Lindsay speelde regelmatig met actrice Bette Davis in films. Ze speelde haar zus in Fog Over Frisco (1934) en was tegenover haar te zien in Dangerous (1935) en Bordertown (1935). In 1938 speelde ze haar rivale in het Oscarwinnende Jezebel (1938).
Ondanks haar bekende tegenspelers, was Lindsay voornamelijk te zien in B-films. Aan het einde van de jaren 40 ging Lindsay opnieuw het theater in. Ze maakte nog zelden films, maar speelde nog tegenover Doris Day in Please Don't Eat the Daisies (1960). Haar laatste film was Tammy and the Doctor (1963).
Lindsay stierf aan een emfyseem. Ze werd 70 jaar oud. Ze kreeg postuum een ster op de Hollywood Walk of Fame.
- Bibsys: 14020242
- Bibliothèque nationale de France: cb141995756 (data)
- Gemeinsame Normdatei: 1015706568
- International Standard Name Identifier: 0000 0000 2628 3265
- Library of Congress Control Number: n87860257
- MusicBrainz: f2425044-b82a-4188-8f0a-a54a51549533
- Nationale Bibliotheek van Israël: 987007440318605171
- SNAC: w63790z4
- Système universitaire de documentation: 156818558
- Virtual International Authority File: 17433499
- WorldCat: E39PBJyCGgYcTywvDWqjcG6BT3